# Steinherz Jakab
Dr. Steinherz Jakab (Nagypaka, 1856. november 24. – Székesfehérvár, 1921. március 14.) székesfehérvári neológ főrabbi.

## Élete
1877-ben, az újonnan megnyíló Országos Rabbiképző növendéke lett. 1884-ben jelent meg első írása a Magyar-Zsidó Szemlében. Tudori értekezését 1885-ben írta, Dunás Ben Lábrát andalúziai zsidó költőről. 1885. február 18-án avatták rabbivá. 
Először Nagyatádon választották a közösség vezetőjévé, ahol a hitközség 1886-ban áttért a neológ irányzatra. 1889-ben sikeresen pályázott Székesfehérvárra, a képviselőtestület február 24-én, a kerületi gyűlés március 31-én tette le voksát személye mellette. [1]
Székesfehérvári beiktatása 1889. június 29-én, ünnepélyes keretek között zajlott, az akkori hitközégi elnök, Wertheim Salamon (1835-1890)[2] köszöntötte, majd a hivatalát elfoglaló rabbi válaszolt:

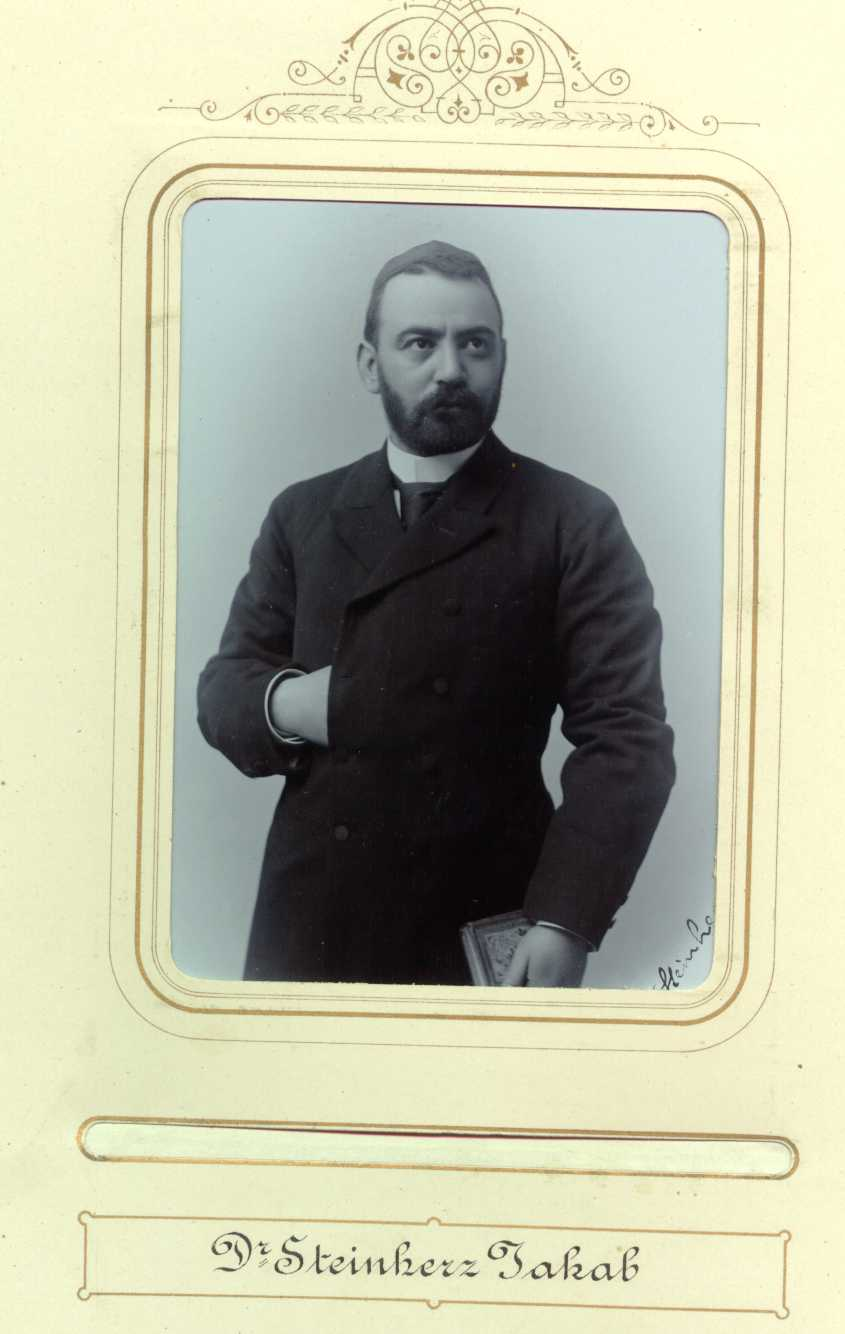
Steinherz Jakab a rabbiképző tablóján

„Át kell alakítani, megjavítani mai viszonyainkat, mert a hit szilárdsága gyöngül, a számító ész nem tartja ma már helyesnek az igazi vallásosságot, az unokák nem olyanok, mint voltak az apák. (…)
Nem nyers erővel, hanem a szellemmel, a meggyőzés fegyverével kívánok hatni. Kik követnek, remélhetik a vallás feléledését, melyet mindannyian óhajtunk” [3]
Ezek voltak első, hivatalos szavai zsinagógánkban. [4] Programot adott, őszintén elmondta, mire számíthatnak. Igazából, nem árult zsákbamacskát, tanulmányai után közvetlenül csatlakozott a születőfélben lévő neológ-mozgalomhoz.[5]
Székesfehérváron, helytörténeti munkásságán túl is jelentős, meghatározó szerepet töltött be. A felekezeti iskola újraindítása is az ő érdeme, elődei az oktatást felszámolták, és a mintegy 400 diákot a városi intézményekbe irányítottak tovább. [6]
Az 1898/99-es tanévről, ahol mintegy 175 diák kezdte meg tanulmányait, az Egyenlőség is beszámol, érdekes módon, egy „zugiskolákról szóló dolgozatot követően közli az iskolai értesítőt, kvázi jó példaként említve Steinherz iskolaalpító munkáját:
“9. A székesfehérvári vallásközség iskolai értesítője legközelebb jár ahhoz a formához, amelyben mi a hitközségi iskolai értesítőket általában látni szeretnők. (...) A beírt tanulók száma mindössze 196 volt, az év végéig maradt 183 (106 fiú, 77 leány), egy más vallású́” [7]
A cikkből több adat világos lesz számunkra. Steinherz valóban komolyan gondolta, hogy az alapoktól kell a nevelést elkezdeni, következtethetünk szakmai hozzáértésére, valamint, a relatív magas létszámból a városi igény is megmutatkozik egy izraelita iskolára.
A szefárd világhoz való vonzalmára enged következtetni az Júda Halévi néven, 1913-ban alapított önképzőkör is. [8]
Munkássága túlnyúlt városunk határain. 1885-ben vetődött fel, valamifajta közösségi fórum utáni igény, ahol a területileg egymáshoz közel élő rabbik megvitathatják egymással napi gondjaikat, hivatali életüket, serkentve, segítve egymást, és buzdítva a tudományos életre. Ma úgy mondanánk a jógyakorlatok egymással való megosztása. Az elhatározást tett követte, 1897. augusztus 24-én Komáromban megalakult a Dunántúli Rabbiegyesület, melynek elnökévé Schnitzer Ármin (1836–1914) komáromi rabbit és alelnökül Steinherz Jakabot választották.[9]

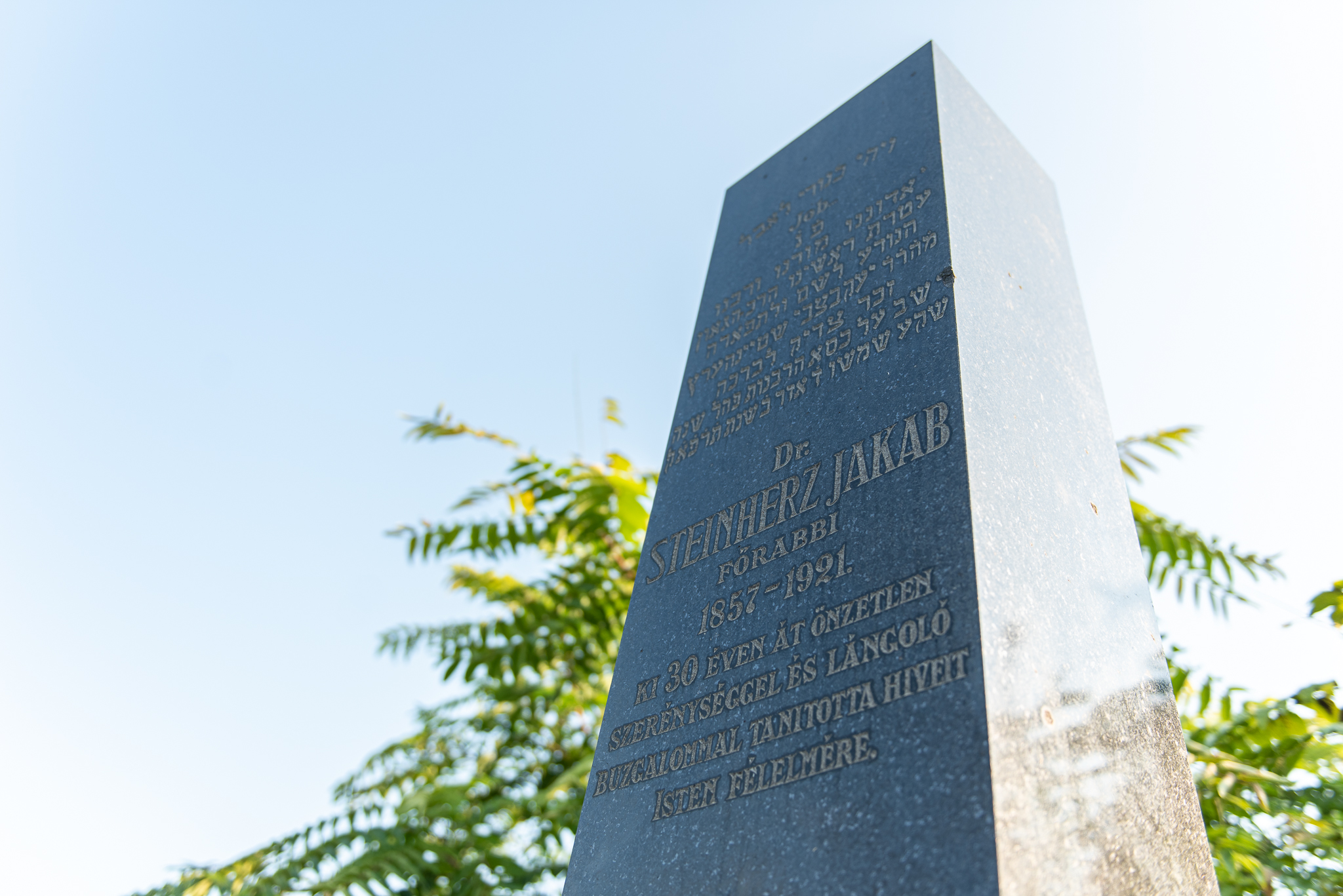
Steinherz Jakab sírköve

Láthatjuk tehát, hogy vitathatatlanul eredményes működése székesfehérvári rabbiként nem vonta el a figyelmét és energiáit sem az országos ügyektől sem tudományos élettől, rendszeresen publikált, és része volt a neológia gyakorlati és tudományos fejlődésének is.
Eredményes, és elismert életét Steinherz Jakab főrabbi hosszas betegség után Székesfehérváron fejezte be 1921. március 14-én.[10]
Sírkövének avatására viszonylag későn,1937. május 26-án került sor a székesfehérvári zsidó temetőben. A sírkőavatáson utódja, dr. Hirschler Pál (1907-1944) székesfehérvári rabbi mondott beszédet. [11]